# Nutting Associates
Nutting Associates est une entreprise américaine créée en 1965 qui a exercé son activité dans le domaine du développement et de la fabrication de jeu d'arcade situé à Mountain View en Californie. Nutting Associates développe et commercialise le premier jeu d'arcade Computer Space en 1971,,.

## Description
Nutting Associates est née de la scission de la division ayant créé le prototype « The Knowledge Computer » chez l'entreprise Edex Corp.. Bill Nutting, Richard Ball et des techniciens en électronique relabellisent le jeu The Computer Quiz. Il subit deux modifications du design, le troisième étant le monnayeur, donnant naissance au premier jeu vidéo électronique avec monnayeur.
Richard Ball conçoit un projet, un design et un brief marketing pour un jeu vidéo avec monnayeur. Il commence à développer Space Command mais laisse Bill Nutting développer Cointronics Corp. avec son collaborateur Ransom White. Leur jeu Lunar est le premier jeu à utiliser la piste de la NASA « The Eagle has landed ».
En août 1971, Bill Nutting embauche Nolan Bushnell, qui a l'idée de placer un clone de Spacewar! dans sa propre borne d'arcade. La production débute à la fin de l'année avec 1500 unités du jeu Computer Space. Malheureusement, ni Nutting, ni Bushnell considèrent comme un véritable succès et seulement 500 à 1000 ont été finalement vendus. Bushnell propose de créer une suite du jeu, mais demande en retour qu'une participation dans la société lui soit donnée. Nutting refuse, Bushnell quitte l'entreprise et forme Atari.
Nutting Associates rencontre de grosses difficultés en 1973, Bill quitte l'industrie vidéoludique pour s'engager dans les secours aériens en Afrique. Nutting Associates cesse son activité en 1976 et le dernier jeu est Ricochet
Le frère de Bill, Dave, a également travaillé dans l'industrie du jeu vidéo. Il a créé Dave Nutting Associates, un cabinet de conseil qui a produit beaucoup de jeux Midway Manufacturing au cours des années 1970 et au début des années 1980.

## Liste de jeux
- Astro Computer (1969)
- Computer Quiz (1968)
- Computer Space (1971)
- Computer Space 2 Player (1973)
- Computer Space Ball (1972)
- Missile Radar (1973)
- Paddle Derby (1972)
- Psychic (1972)
- Ricochet (1976)
- Table Tennis (1973)
- Watergate Caper (1973)
- Wimbeldon (1973)